# Свети Апостоли (Пори)
„Свети Апостоли“ (на гръцки: Δώδεκα Aποστόλων) е православна църква в катеринското село Пори (Пурлия), Егейска Македония, Гърция, част от Китроската, Катеринска и Платамонска епархия. Църквата е изградена в XVIII-XIX век. Разположена е в горната махала на селото Ано Пори, в местността Палиохори (Старо село). Представлява еднокорабен храм, в който е запазен оригиналният иконостас с поствизантийски икони. В 1980 година е обявена за защитен паметник на културата.